# Bifurcação da língua

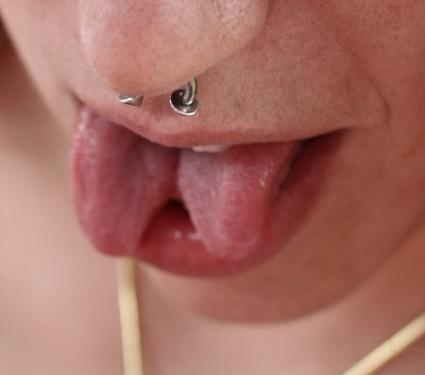
Mulher com a língua bifurcada.

A bifurcação da língua, também conhecida como bissecção lingual ou pela expressão em inglês, tongue splitting, é uma modificação corporal que consiste em seccionar a ponta da língua, tornando-a semelhante à língua de répteis. Tal prática teria origem no "Khechari Mudra" e seria parte integrante da ioga Hatha e Kumbhaka.